# Elim I Ollfinsnechta
Elim I Ollfinsnechta (“od Wielkiego Winnego Śniegu”) – legendarny zwierzchni król Irlandii z dynastii Milezjan (linia Emera) w latach 562-561 p.n.e. Syn i następca Roithechtaigha II mac Roan, zwierzchniego króla Irlandii.
Prawdopodobnie został urobiony z danych osobowych arcykróla Finnachty I, którego imię właściwe także brzmiało Elim. Elim I Ollfinsnechta rządził przez jeden rok, gdy został zabity przez Giallchada, wnuka arcykróla Sirny Saeglacha, w bitwie pod Comair Trí nUisce. Było to w czasie, kiedy padał wielki śnieg o smaku wina. Elim z tego powodu otrzymał przydomek. Giallchad dokonał mordu, by zemścić się za śmierć swego dziadka z ręki Roithechtaigha II. Elim pozostawił po sobie syna Arta Imlecha, przyszłego zwierzchniego króla Irlandii.